# Conrad Feurer

Feurer

Conrad Feurer (auch Fuir und Fuirer; † 1323) war 1308 Bürgermeister der Reichsstadt Heilbronn.
Außerdem wird er 1301 als Schultheiß erwähnt. Der Leonhardsaltar in der Kilianskirche zu Heilbronn wird bei seinem Tod 1323 gestiftet.
Die Familie stammt ursprünglich aus Hall und gehörte dort zu den „Sieben-Burgen-Geschlechtern“. Verwandt und verschwägert sind die Heilbronner Feurer mit den Gerhard, Laemmlin, Lutwin, von Münchingen und Wigmar.
Das Wappen hat seinen Ursprung in Schwäbisch Gmünd und zeigt ebenso wie die Helmzier ein Einhorn, das vom Kopf bis zur vorderen Körperhälfte weiß und dessen hintere Körperhälfte schwarz ist.